# Умінський Олексій Анатолійович
Олексій Анатолійович Умінський (нар. 3 липня 1960, Москва) — священнослужитель Російської православної церкви (протоієрей), настоятель храму Святої Трійці в Хохлах, телеведучий, член редакційної ради журналу «Альфа і Омега», автор книг та численних публікацій на тему християнської педагогіки.

## Біографія
Батьки прот. Олексія були невіруючими. Батько за фахом був інженером, мати — вчителькою. В юності Олексій належав до субкультури хіпі, про що, за його власними словами, хочеться просити вибачення у батьків. Виріс в Перові. Хрестився в 1980 році. Духовний отець — протоієрей Сергій Романов, який, у свою чергу, є учнем і послідовником Всеволода Шпіллера.
У 1982 році закінчив факультет романо-германських мов МОПІ імені Н. К. Крупської. Протягом восьми років працював вчителем французької мови в загальноосвітній школі. В цей час через спільних знайомих познайомився з майбутньою дружиною.
В кінці 1980-х архімандрит Іоанн (Крестьянкін) благословив його на шлях священства. 27 травня 1990 року висвячений у диякона, 9 вересня 1990 року висвячений на пресвітера. Служіння проходив у храмі ікони Божої Матері «Всіх скорботних Радість» міста Клин Московської області. Батьки прот. Алексія стали воцерковлятися, коли він вже готувався стати священиком, а потім він сам обвінчав своїх батьків.
З 1990 року настоятель Успенського собору Каширі, благочинний храмів Каширського округу Московської єпархії.
З 1993 року настоятель храму Живоначальної Трійці в Хохлах.
У 2002 році отримав нагороду протоієрея.
У 2004 році закінчив Московську духовну семінарію.
Кілька років працював директором Свято-Володимирської гімназії, потім — духівник цієї гімназії і викладач Закону Божого.
Вів на каналі «Культура» програму «Дела житейские», а потім серіал, присвячений життю святих «есные врата». З жовтня 2003 року — ведучий телепрограми «Православна енциклопедія».
У 2010 році удостоєний ордена преподобного Серафима Саровського III ступеня.
У 2014 році на прохання архімандрита Діонісія (Шигиніна), благочинного Богоявленського округу, склав «Молебень за жебраків, бездомних, безрідних».
Більшість книг склав, надиктувавши їх на диктофон.

## Особливості роботи в установах Московської Патріархії та обставини усунення зі структур РПЦ
З жовтня 2003 року - співробітник приватної установи  і ведучий створеної силами даної кінокомпанії телепрограми» Православна енциклопедія", куди призначений в якості ліберального церковного журналіста, на зміну більш консервативному церковному публіцисту Державіну Миколі Івановичу, 1962 року народження (ведучому в 2002-2003 годах).. При ньому телепрограма стала володіти частотами на каналі ТВ-Центр.  Останню телепередачу Умінський, як автор - ведучий, головний редактор і один з керівників проекту, привів (в тому числі, через скорочення державного фінансування) до певного "застою" та регресу, до кадрової нестабільності, до частої зміни співробітників, і до фактичної заморозки діяльності з 2020 року.
У вересні 2019 року журналістка Лісовська Єва Всеволодівна написала в своєму офіційному блозі про ймовірну ЛГБТ-орієнтованість Умінського, привівши копію запису 1987 року про заведення щодо Умінського облікової картки МУР, як підозрюваного за статтею Кримінального кодексу РРФСР про мужолозтво.  Однак ніякої реакції Умінського на цю заяву не послідувало.
З жовтня 2003 по грудень 2023 року — співробітник приватної установи «культурний фонд Кіно-телекомпанія Православна енциклопедія» (директор — Гостюшина Наталія Миколаївна) і ведучий створеної силами даної кінокомпанії телепрограми «Православна енциклопедія». 1 вересня 2022 року дана телекомпанія під керівництвом Гостюшиної та за участю Умінського заснувала нову юрособу-ТОВ " Нота Бене медіа» .
16 листопада 2023 року протоієрей Умінський дав відеоінтерв'ю каналу  Олексія «Живий цвях» з критикою використання священиками військової риторики, в тому числі під час літургії (текстова версія даного інтерв'ю опублікована на сайті інтернет-видання «Ехо».  Так, відповідаючи на питання однієї зі слухачок каналу «живий цвях», о.Олексій порадив православним, які не хочуть відвідувати храм, де «моляться за перемогу і за підтримку СВО», Шукати священиків, які «намагаються не дуже сильно <...> військовий дух на Літургії зміцнювати» і «більше моляться про мир, ніж про перемогу».
Коментуючи незабаром після інтерв'ю слова Умінського, єпископ РПЦ Питирим (Творогов) назвав позицію Умінського " одним з метастазів страшної страшної хвороби лібералізму, яка проникла в нашу Церкву і погубить нашу Батьківщину». Раніше в судових матеріалах РПЦ стверджувалося, що пацифізм несумісний з  православним віровченням.
Про можливість церковного суду і позбавлення сану щодо Умінського заявив оглядач телеканалу Царгород ТВ Михайло Тюренков. У статті для Сайту даного телеканалу, опублікованій 6 січня 2023 року, Тюренков стверджував: «цей клірик не просто роками, а десятиліттями займався опозиційною політичною діяльністю, хоча і не безпосередньо. Але тому його діяльність була ще небезпечніше. По суті, він сформував навколо своєї фігури цілу субкультуру, яку умовно можна назвати "ортолібералами" , тобто політичними лібералами, що прикриваються Православ'ям " 
На думку колишнього клірика Ростовської і Новочеркаської єпархії РПЦ Олександра Усатова, постраждалого за свою опозиційність, для Умінського протягом дуже довгого часу характерною рисою було пристосуванство перед патріархом і владою, а момент істини настав тільки в 2021-2023 роках, коли клірик регулярно став використовувати опозиційну і ліберальну риторику:
«На что он рассчитывал? Храм в Хохлах ему не принадлежит. Этот священник юридически — никто, а его община — ничто. Он строил дом на песке… Мои восторги от этого священника остались в далеком прошлом. Последние дни я вижу множество соболезнований в адрес протоиерея Алексия Уминского, дескать, ужасный патриарх Кирилл совершил расправу над прекрасным и невинным пастырем… Но погодите, а кому же служил все эти годы о. Уминский? Кого восхвалял? Получается, что Алексей Уминский с 1990 года защищал и восхвалял гомо-лобби РПЦ, был духовником главного сектобреда России Дворкина, а в конце 2023 г. его провозгласили чуть ли не совестью нации… Я так не считаю».

Патріархом Кирилом знятий з настоятельства і заборонений у служінні, а 13 січня єпархіальний суд Московської єпархії визнав, «що на підставі Правила 25-го Святих Апостолів отець Олексій підлягає виверження з сану за порушення священицької Присяги (клятвопорушення) — відмова від виконання патріаршого благословення читати молитву про Святу Русь за Божественною Літургією»; рішення суду винесено за відсутності — обвинувачений не з'явився на жодне з трьох засідань суду і направлено патріарху Кирилу.
Стало відомо також про те, що Умінський більше не працює, як координатор і ведучий телепрограми "Православна енциклопедія".
Замість нього, координатором і адміністратором даної телепрограми стала журналістка Олена Меркур'єва (1964 року народження), яка закінчила в 1990 році в МДУ факультет журналістики (кафедру телебачення і радіомовлення), працює разом з Умінським адміністратором телестудії з 2019 року.

## Книги
- Тайна примирения. Беседы с прихожанами об исповеди. М.: Даниловский благовестник, 2007. 254 с.
- Практический справочник по православию / [священник Георгий Селин и др. ; под общ. ред. протоиер. Алексия Уминского]. — М.: Русское энцикл. товарищество: ОЛМА медиа групп, 2008. — 1022 с. : ил., табл.; 18 см; ISBN 5-901227-80-8
- Ребенок в Церкви: заметки о высшем искусстве. — М.: Данилов мужской монастырь: Даниловский благовестник, 2012. — 126, [1] с. : ил.; 20 см; ISBN 978-5-89101-466-4
- Евангелие от Марка с беседами протоиерея Алексея Уминского: для бесплатного распространения. — М.: Никея, 2012. — 255 с.; 22 см. — (Серия «Встречи в Богом»).; ISBN 978-5-91761-132-7
- Человек и Церковь: путь свободы и любви / Протоиер. Алексей Уминский, Этери Чаландзия. — М.: АНФ, 2013. — 277 с.; 21 см; ISBN 978-5-91671-263-6
- Божественная литургия: к чему готовит нас таинство крещения? : [объяснение смысла, значения, содержания]. — М.: Никея, 2013. — 159 с.; 21 см; ISBN 978-5-91761-134-1
- О чем говорит Христос: разговор о Евангелии со священником Алексеем Уминским. — М.: Никея, 2012. — 255 с.; 22 см. — (Встречи с Богом).; ISBN 978-5-91761-133-4
- Что я хочу от Бога. — Москва: Никея, 2013. — 103 с.; 21 см; ISBN 978-5-91761-160-0
- Тайна примирения: книга об исповеди и покаянии. — М. : Никея, 2013. — 319 с.; 21 см. — (Встречи с Богом).; ISBN 978-5-91761-175-4
- Основы духовной жизни. — Москва: Никея, 2014. — 191 с.; 21 см; ISBN 978-5-91761-309-3
- Что я хочу от церкви: о христианстве и духовном потреблении. — М.: Никея, 2014. — 154 с.; 21 см. — (Встречи с Богом).; ISBN 978-5-91761-264-5
- Свеча — огонь любви. Как правильно поставить свечу? / сост.: протоиер. Алексей Уминский, Елена Зубова. — М.: Символик, 2015. — 23 с.; 20 см. — (Свет Истинный).; ISBN 978-5-906549-30-3 : 7000 экз.
- Мы с тобой одной крови: лекции, беседы, проповеди:. — М.: Pravmir.ru: Даръ, cop. 2015. — 479 с.; 21 см; ISBN 978-5-485-00530-6 : 3000 экз.
- О чем говорит Христос: беседы на Евангелие от Марка. — М.: Никея, 2016. — 190 с.; 22 см. — (Встречи с Богом).; ISBN 978-5-91761-480-9 : 5000 экз.
- Великий Пост. Объяснение смысла, значения, содержания. — М.: Никея, 2016. — 189 с.; 21 см; ISBN 978-5-91761-512-7 : 3000 экз.
- Ребенок в семье и церкви. Как не навредить детской вере. — М.: Никея, 2016. — 150 с.; 19 см; ISBN 978-5-91761-585-5 : 5000 экз.
- Подросток в семье и Церкви: преодоление зон недоверия. — М.: Никея, 2017. — 127 с. : портр.; 19 см; ISBN 978-5-91761-725-1 : 7000 экз.
- Божественная литургия святителя Иоанна Златоуста: издание для народного пения: с объяснениями протоиерея Алексея Уминского. — М.: Никея, 2017. — 73, [2] с.; 24 см; ISBN 978-5-91761-680-3 : 6000 экз.